# Кристофер Стоун
Кристофер Ајсак „Биз” Стоун  (енг. Christopher Isaac "Biz" Stone рођен 10. марта 1974.) је амерички предузетник који је суоснивач Твитера (енгл. Twitter) и још неколико других технолошких компанија. Стоун је био креативни директор у Ксанга (енгл. Xanga) компанији од 1999. до 2001. године. Са Беном Финкелом је основао претраживач Џели (енгл. Jelly) 2014. године. Стоун је био извршни директор Џелија све до његове куповине од стране Пинтереста 2017. године. Маја 2017. године Биз Стоун је објавио да се враћа у компанију Твитер.

## Образовање
Стоун је похађао средњу школу у Велслију, Масачусетс. Похађао је Нордистерн Универзитет (енгл. Northeastern University) и Универзитет Масачусетс у Бостону (енгл. University of Massachusetts Boston), али није дипломирао ни на једном.

## Каријера
Осим Твитера, Стоун је почетни инвеститор и саветник у стартап заједници која подржава компаније у различитим индустријама као што су [[Square, Inc|Сквер (енгл. Square)]], [[Slack|Слек (енгл. Slack)]], Медијум (енгл. Medium), Нест (енгл. Nest), [[Бејонд Мит|Бијонд Мит]], [[Пинтерест|Пинтерест (енгл. Pinterest)]], Интерком (енгл. Intercom) и Фарадеј (енгл. Faraday). Стоун је директор одбора у компанијама Бијонд Мит, Медијум, Полароид Свинг, Воркпоп и Џели Индустирс. Стоун је председник Полароид Свинга (енгл. Polaroid Swing).
Стоун је дебитовао као режисер радећи заједно са Роном Хауардом и Кенон (енгл. Canon USA) на режији кратког филма Евремор (енг. Evermore), као део Пројекта Imaginat10n. Стоун је ту прилику описао као шансу да почеше дуготрајни стваралачки свраб. Стоун је такође саветник Зоик Студиоса (енгл. Zoic Studios)  и извршни продуцент документарца, Итинг Енималс (енг. Eating Animals), заједно са Натали Портман.
Од 2003. до 2005. године Стоун је имао високу руководећу улогу у Гуглу.
У мају 2017. године Стоун је најавио своју намеру да се врати у Твитер.

## Награде и признања
Заједно са Џеком Дорсијем, Стоун поседује патент за проналазак Твитера.
Стоун је одликован наградом за иновацију Међународног центра за новинаре, Инк (енгл. Inc) часопис га је прогласио Предузетником деценије, Тајм га је уврстио међу 100 најутицајнијих људи на свету, а ЏиКју (енгл. GQ) га је прогласио Штребером године, заједно са Еваном Вилијамсом. Године 2014. [[The Economist|Економист (енгл. The Economist)]] је доделио Стоуну награду за иновацију.
Године 2015. Стоунов Твитер је освојио награду Еми, а Стоун је добио Ципрово (енг. CIPR) најпрестижније признање за лидерство у области развоја нових облика медија.
Стоун је гостујући сарадник на Универзитету у Оксфорду и члан Сениор Комон Рума (енгл. Senior Common Room) на Ексетер колеџу у Оксфорду. Након почетка 2011. године, Бабсон колеџ доделио је Стоуну највишу почасну диплому - Доктор права. и сарадник је на Оксфордском универзитету. Стоун је извршни сарадник на Универзитету Калифорније у Берклију.

## Објављени радови
Стоун је објавио три књиге, Blogging: Genius Strategies for Instant Web Content (New Riders, 2002), Who Let The Blogs Out? (St Martins, 2004),[19] and Things A Little Bird Told Me (Grand Central, 2014). Поред свог дугогодишњег личног блога и чланака на Медијуму, Стоун је објавио колумне за Атлантик (енгл. The Atlantic) и Тајмс (енгл. The Times).

## Приватни живот
Стоун је активан филантроп и укључен је у ствари које се тичу права животиња, веганства, заштите животне средине, сиромаштва, здравља и образовања. Стоун је саветник и сарадник [[DonorsChoose|ДонорсЧуза (енгл. DonorsChoose]]), непрофитне организације која помаже учионицама у невољи.
Стоун живи у округу Марин, Калифорнија, са супругом Ливијом и сином Џејкобом. Он и његова супруга основали су и управљају Фондацијом Биз и Ливијa Стоун, која подржава образовање и конзервацију у Калифорнији.